# Christen Hee
Christen Hee (5. april 1712 – 12. januar 1781) var en dansk matematiker.
Christen Hee blev født på Thyholm og var søn af sognepræst i Søndbjerg Christen Hee (død 1729) og studerede først i København, derefter i Marburg og Tübingen, hvor han navnlig lagde sig efter matematik og mekanik.
Efter sin hjemkomst blev han lærer i matematik ved Søetaten; dette gav igen anledning til, at han fik det hverv at studere vandbygning i Holland, England, Frankrig og Italien. Han blev i 1747 optaget i den københavnske frimurerloge Zorobabel.
1759 blev han professor i matematik ved Københavns Universitet, 1761 magister. 1774 fik han justitsråds titel. 
Som medlem af Videnskabernes Selskab (fra 1747) udkastede Hee planen til kortvæsenets indretning og vejledede landmålerne. I Videnskabernes Selskabs skrifter har han skrevet afhandlinger over det danske fodmål, over friktionen og over Kunsten at leve under Vandet. 
End videre findes en kort meddelelse af ham i Philosophical transactions.